# Long Island (Antigua)
Long Island (auch: Jumby Bay) ist eine Insel vor der atlantischen Ostküste der Karibikinsel Antigua des Staates Antigua und Barbuda.

## Lage und Landschaft
Long Island liegt mit zahlreichen Riffen und winzigen weiteren Inselchen vor dem North Sound und der Parham Peninsula von Antigua. Zwischen der Insel und dem Festland im Süden liegt die Insel Maiden Island. Verwaltungsmäßig gehört sie zum Saint George’s Parish.
Die Insel selbst misst etwa zwei Kilometer von West nach Ost und ähnlich von Nord nach Süd. Die Insel ist jedoch stark durch Landzungen und Halbinseln gegliedert. Der Pasture Point im Norden zieht sich beispielsweise über 200 m nach Norden, während im Süden der Cistern Point eine ausgeprägte Landzunge bildet. Viele geschützte Buchten sind beliebte Badestrände: Pond Bay, Pasture Bay, Flinty Bay,
Buckley Bay, Loblolly Bay und Jumby Bay. Auf der Insel gibt es mehrere Hotelanlagen.
Insgesamt hat die Insel eine Fläche von etwa 121,4 Hektar.
| Moor Island          |                                             | Bird Island Reef Little Bird Island |
| Yam Piece Shoals     | Kompassrose, die auf Nachbargemeinden zeigt |                                     |
| Kettle Bottom Shoals | Maiden Island                               | Great Bird Island                   |

## Geschichte
Die Insel wurde 1493 von Christopher Columbus entdeckt.
Es gibt zahlreiche bekannte Persönlichkeiten, die als Bewohner des Jumby Bay Club bekannt sind:
- David Sainsbury, Baron Sainsbury of Turville
- Ken Follett und seine Frau Barbara Follett
- Sir Roland Franklin (Martin E. Franklins Vater)
- Peter Swann.[4]

## Nutzung und Naturschutz
Die Insel ist in Privatbesitz und gehört der Oetker Hotel Management Company. 2013 wurde sie in einer Episode der Fernsehserie Private Islands und 2017 in Taboo vorgestellt.
Die Echte Karettschildkröte (Eretmochelys imbricata) nistet an den Stränden und seit 2006 gehört die Insel zum North East Marine Management Area (NEMMA, 78 km²), ein recht unspezifisches Schutzgebiet.